# Riecznoj wokzał (stacja metra w Nowosybirsku)
Riecznoj wokzał (ros. Речной вокзал) – jedna ze stacji linii Leninskiej, znajdującego się w Nowosybirsku systemu metra.

## Charakterystyka
Stacja Riecznoj wokzał położona jest w nowosybirskim rejonie oktiabrskim. Stacja nie jest stacją podziemną, lecz położona jest na powierzchni. By dostać się do następnej czynnej stacji Studenczeskaja pociągi metra muszą pokonać liczący 2145 metrów most na rzece Ob - jest to najdłuższy zakryty most metra na świecie. Odległość do wspomnianej stacji wynosi 2967 metrów, z czego 2145 stanowi most. Oddanie stacji do powszechnego użytku zostało umożliwione 28 grudnia 1985 roku. 
Riecznoj wokzał stanowi ważny punkt na mapie komunikacyjnej Nowosybirska, umożliwia szybkie pokonywanie mostu na Obie i dotarcie do centrum miasta. Jest to szczególnie widoczne w godzinach porannych i popołudniowych, gdy przepływ pasażerów szczególnie jest wzmożony. Stacja ta obsługuje też ruch w stronę nowosybirskiego centrum naukowego Akademgorodoka. Na peronach umieszczone rzędy kolumn. Stacja jest bogato zdobiona, wykonana z marmuru i granitu. Szczególną uwagę zwraca bogata ornamentyka ścian: znajdują się tam wielokolorowe okrągłe witraże, przedstawiające miasta syberyjskie (np. Tomsk, Tiumeń, Omsk i Nowosybirsk).